# Cleistanthus venosus
Cleistanthus venosus är en emblikaväxtart som beskrevs av Charles Budd Robinson. Cleistanthus venosus ingår i släktet Cleistanthus och familjen emblikaväxter. Inga underarter finns listade i Catalogue of Life.